# Var 83
Var 83 hay VHK83 là một ngôi sao dạng biến quang với khối lượng từ 60-85 lần Khối lượng Mặt trời trong chòm sao Tam Giác thuộc Thiên hà Tam Giác.